# Kouklia
Kouklia (griechisch Κούκλια, türkisch Sakarya, auch Kukla) ist eine Gemeinde im Bezirk Paphos in der Republik Zypern. Bei der Volkszählung im Jahr 2021 hatte sie 1211 Einwohner.

## Name
Im Türkischen hieß das Dorf Kukla, bis es 1958 in Sakarya umbenannt wurde, um an die Schlacht am Sakarya im türkischen Befreiungskrieg zu gedenken.

## Lage und Umgebung

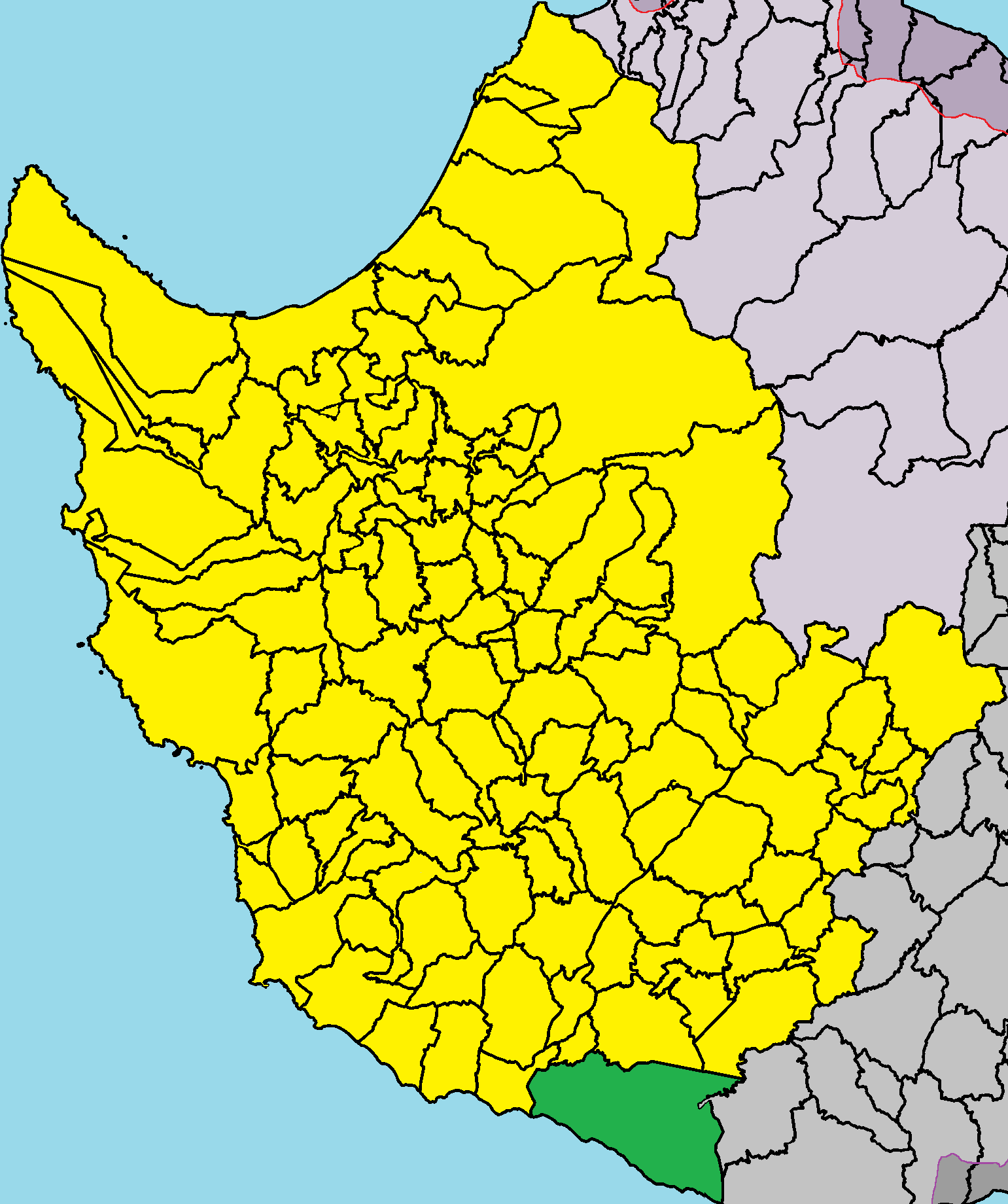
Lage im Bezirk Paphos

Kouklia liegt im Süden der Mittelmeerinsel Zypern auf einer Höhe von etwa 45 Metern, etwa 16 Kilometer südöstlich von Paphos. Das 43,2662 Quadratkilometer große Dorf grenzt im Norden an Nikoklia, Souskiou und Pano Archimandrita, im Osten grenzt es an Alektora und Pissouri und im Westen an Mandria. Der südliche Teil seines Verwaltungsgebiets liegt an der Küste. Durch das Gemeindegebiet fließen die Flüsse Dhiarizos, Xeros und Cha-Potami. Das Dorf kann über die Straßen A6, B6 und F612 erreicht werden.

## Geschichte

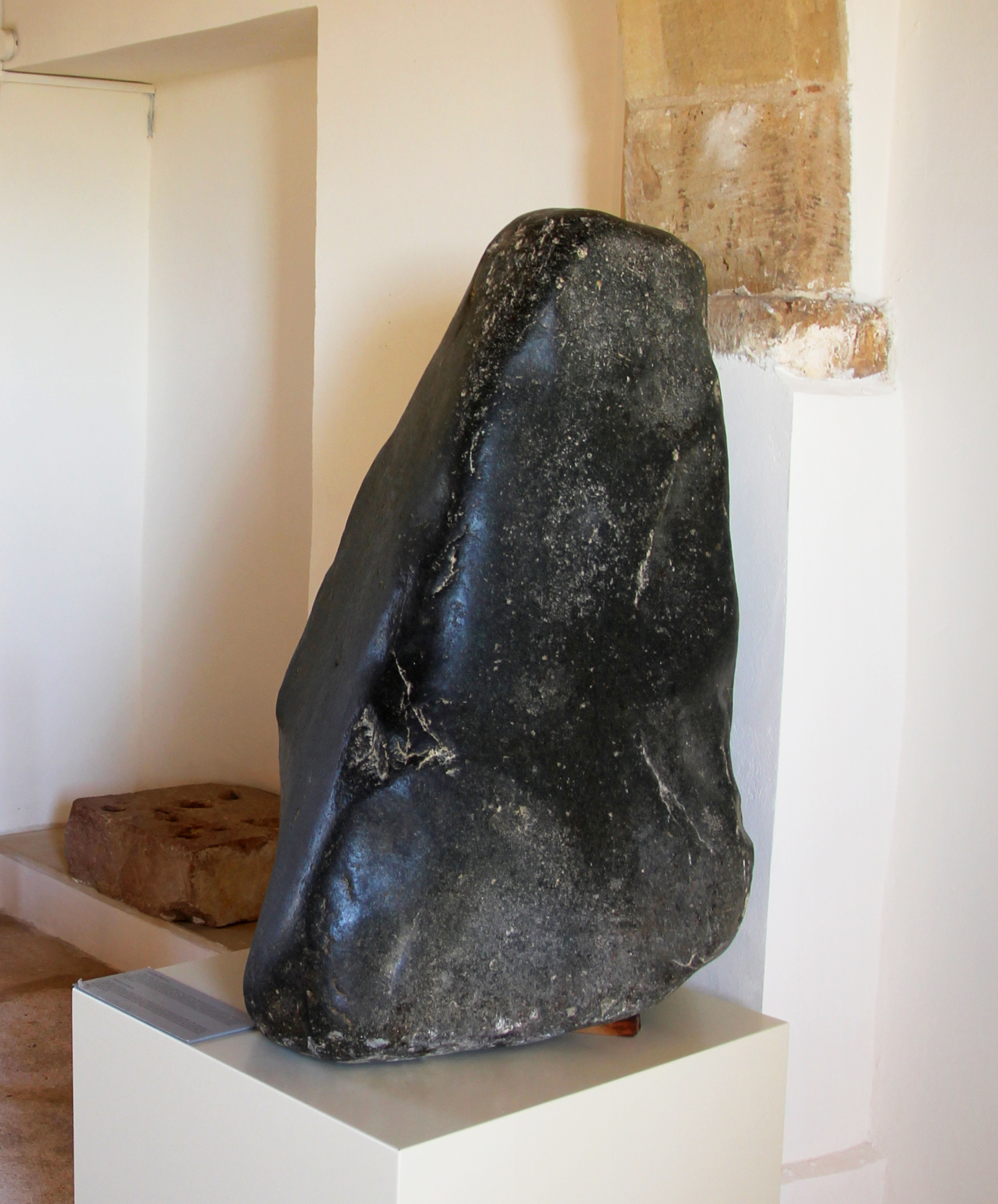
Ištar-Astarte/Aphrodite-Stein

Am südlichen Ortsrand des heutigen Kouklia befand sich in der Antike Palaiá Páphos, dessen Besiedlung ab dem 15. Jahrhundert v. Chr. durch Ausgrabungen belegt ist. Ab dem 13. Jahrhundert v. Chr. geriet die Stadt unter mykenischen Einfluss und war im 7. Jahrhundert den Assyrern tributpflichtig. Entsprechend den mesopotamischen und levantinischen Einflüssen pflegten die Einwohner von Alt-Paphos ab dem 12. Jahrhundert v. Chr. einen Ištar-Astarte-Kult, der später durch die Verehrung der griechischen Aphrodite ersetzt wurde. Es handelte sich dabei um einen Steinkult: die Göttinnen wurden in Form eines schwarzen kegelförmigen Steins verehrt. Fast 1500 Jahre lang, bis zur Christianisierung Ende des 4. Jahrhunderts n. Chr., war das seit der Gründung des „neuen“ Paphos inzwischen zum reinen Tempelbezirk gewordene Alt-Paphos ununterbrochen Kultstätte und zog Pilger aus dem ganzen Mittelmeerraum an. Zu Ehren der Göttin wurden in jedem Frühjahr die großen Aphrodisien gefeiert.
Die Ortschaft hatte auch zur Zeit der Perserkriege eine historische Bedeutung. Die Zyprer verteidigten hier eine Festung während der persischen Belagerung im Winter 498/497 v. Chr. Die Reste der Anlage wurden in der Nähe des heutigen Marcello-Hügels ausgegraben, der ca. 500 Meter nordöstlich des heutigen Ortszentrums liegt.
Zur Zeit des Königreichs Zypern wurde Kouklia im 13. Jahrhundert zu einem Zentrum der Zuckerproduktion der Lusignans. Archäologische Ausgrabungen weisen auf Produktionsstätten zur industriellen Herstellung von Rohrzucker hin. Aus dieser Zeit stammt auch das Château de Covocle, ein mittelalterliches Gutshaus, das als Verwaltungszentrum und Sitz der königlichen Beamten diente. Auch später, in osmanischer Zeit war die Anlage Sitz eines Verwalters, des Chiftlik von Kouklia.
Unweit dem Ort wurde die kupfersteinzeitliche Nekropole Souskiou-Vathyrkakas gefunden, die dem späten 4. Jahrtausend v. Chr. entstammt.

### Bevölkerungsentwicklung
Am 22. Juli 1974 griff die Zyprische Nationalgarde, auf Reaktion des Einmarschs türkischer Truppen in den Norden der Insel, den türkischen Teil von Kouklia an, um die zyperntürkischen Kämpfer zu entwaffnen. Bei dem Angriff verließen alle Zyperntürken, außer den Alten und Kranken das Dorf. Die Zyperntürken von Kouklia versuchten zunächst Zuflucht in Alektora und Avdimou zu suchen, diese Dörfer waren jedoch bereits evakuiert. So suchten die Bewohner Zuflucht in der britischen Militärbasis Akrotiri und blieben dort bis Januar 1975. Sie wurden dann in die Türkei geflogen und von dort aus in den Norden der Insel gebracht. Am 26. August 1975 wurden die 28 älteren türkischen Bewohner des Dorfes, unter der Kontrolle der UNFICYP aus dem Dorf evakuiert. Die türkischen Bewohner des Dorfes leben heute in Karavas/Alsancak, Lapta, Morfou/Güzelyurt, Kythrea/Değirmenlik, Kyra/Mevlevi, Trachhoni/Demirhan, Neo Chorio/Minareliköy, Gerolakkos/Alayköy, Famagusta/Gazimağusa und Nikosia/Lefkoşa. Die Zahl der türkischen Bewohner die vertrieben wurden beträgt 450.
Kouklia war vor 1974 ein gemischtes Dorf, bis 1911 stellten Zyperntürken die Mehrheit, ab 1921 jedoch Zyperngriechen. Nach der Unabhängigkeit der Insel, im Jahre 1960 zählte man im Dorf 622 Zyperngriechen und 419 Zyperntürken. Nach 1974 waren nur noch Zyperngriechen im Dorf.
Die folgende Tabelle zeigt die Bevölkerung des Dorfes, wie sie in den in Zypern durchgeführten Volkszählungen erfasst wurde.
| Jahr      | 1881 | 1891 | 1901 | 1911 | 1921 | 1931 | 1946 | 1960 | 1976 | 1982 | 1992 | 2001 | 2011 | 2021 |
| Einwohner | 404  | 461  | 452  | 479  | 520  | 547  | 791  | 1041 | 732  | 683  | 672  | 669  | 892  | 1211 |

## Sehenswürdigkeiten

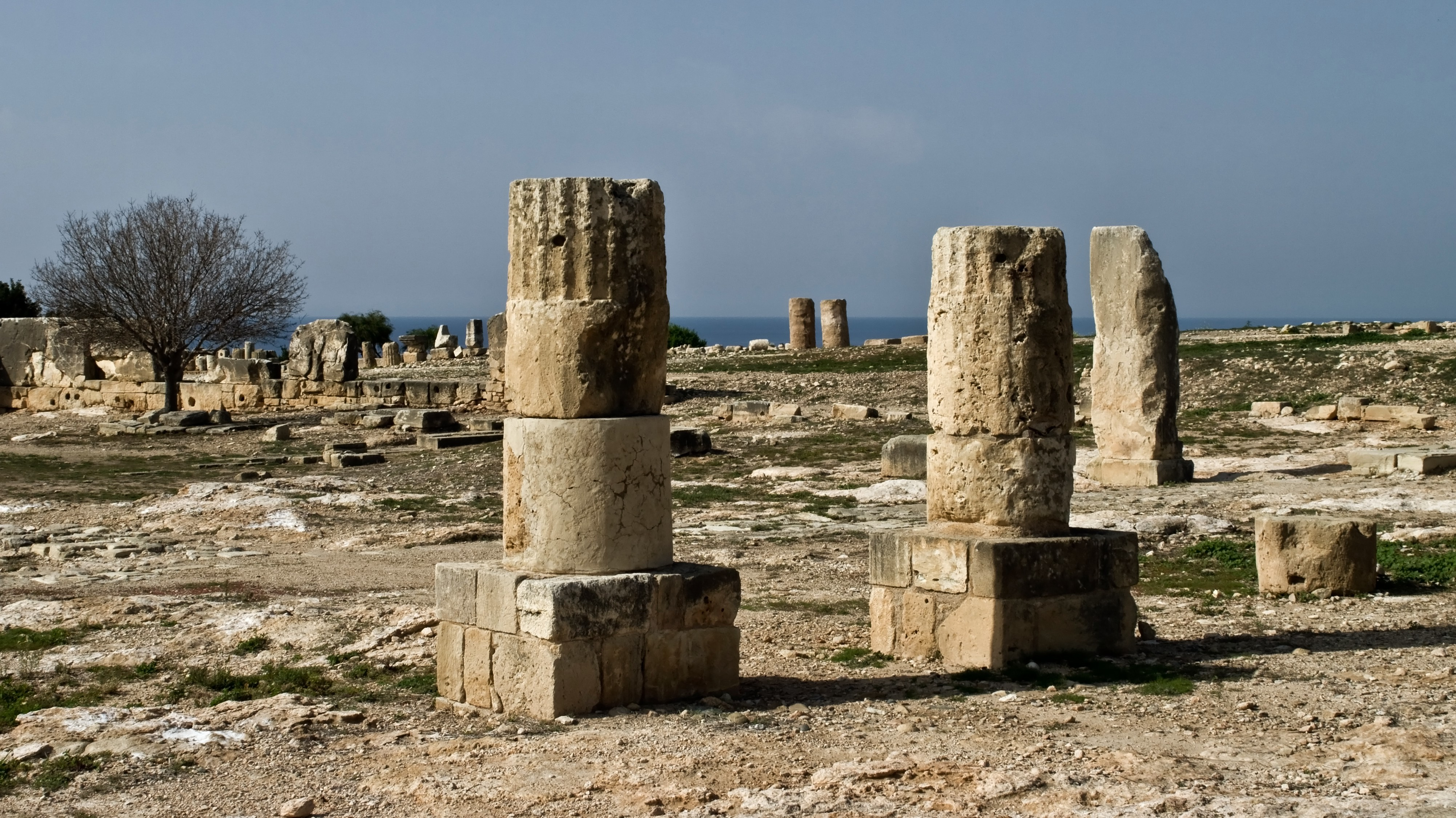
Aphrodite-Heiligtum, Kouklia

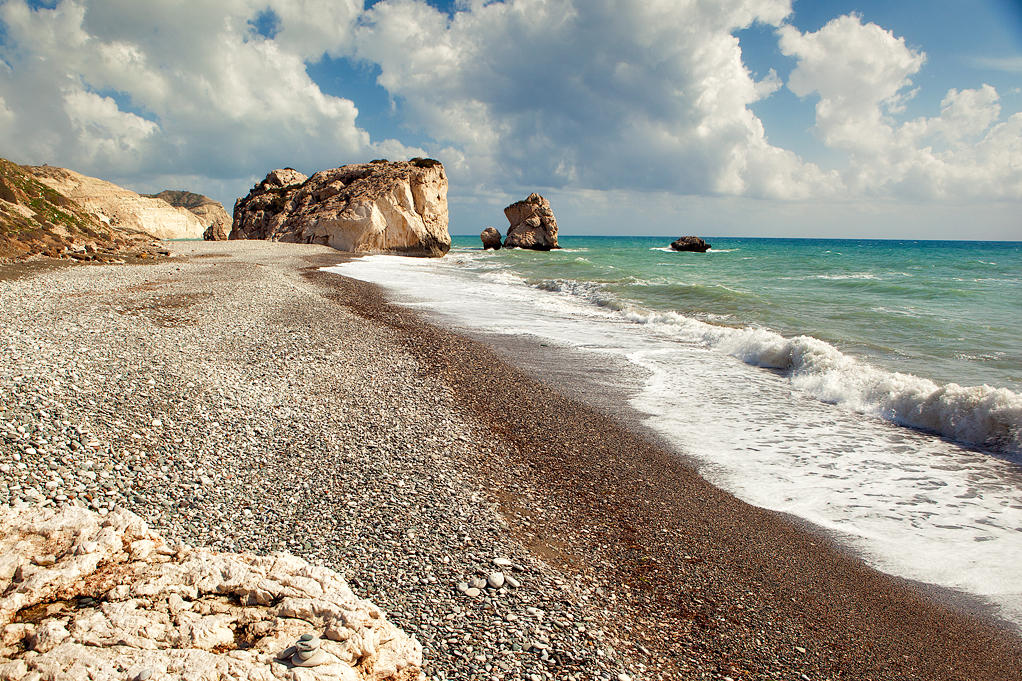
Petra tou Romiou am Strand bei Kouklia

- Panagia Katholiki, byzantinische Kirche aus dem 12. Jahrhundert
- Marcello-Hügel mit antiker Befestigungsanlage
- Von der ehemaligen Bausubstanz des Aphrodite-Heiligtums ist nur wenig erhalten, da große Teile in anderen Gebäude verbaut wurden. Aus der Bronzezeit stammen die großen Kalksteinquader, die das Temenos umgaben; daran grenzte eine Halle für die Cella im Inneren. Nach einem Erdbeben im Jahre 77 n. Chr. musste das Heiligtum im 1. und 2. Jahrhundert im Norden des alten Bezirks wieder aufgebaut und dabei auch erweitert werden. Dieser römische Komplex beinhaltete zwei Säulenhallen, die – zusammen mit zwei weiteren Gebäuden – einen großen Innenhof umschlossen.
- Das Château de Covocle der Lusignan, das in Teilen noch fränkischen Ursprungs ist, beherbergt ein Museum mit Keramik, Skulpturen und Inschriften vom 15. Jahrhundert v. Chr. bis zum Mittelalter, darunter auch den Aphrodite-Stein.
- Der als Petra tou Romiou und Felsen der Aphrodite bezeichnete Ort, an dem Aphrodite dem Meer entstiegen ist.
- Ausgrabung einer mittelalterlichen Zuckermühle